# 6기 SK가스배 신예프로10걸전
6기 SK가스배 신예프로10걸전은 한국기원이 주관하고 경향신문이 주최하여 본원 소속 만 25세 이하 5단 이하 전문기사로 참가한 신예 기전이다. 결승에서는 이세돌 三단이 백대현 四단  을 2:0으로 꺾고 완봉승하며 우승을 차지했다. 

## 순위결정전
| 최종 순위전 | A조         | 전적 | 전적 | B조         |
| ----------- | ----------- | ---- | ---- | ----------- |
| 결승 3번기  | 이세돌 三단 | 2    | 0    | 백대현 四단 |
| 3~4위전     | 박정상 단   | 패   | 승   | 조한승 五단 |
| 5~6위전     | 주형욱 단   | 패   | 승   | 박병규 단   |
| 7~8위전     | 허영호 二단 | 패   | 승   | 염정훈 四단 |
| 9~10위전    | 강지성 五단 | 승   | 패   | 김강근 四단 |

### 대국 결과
| 대진     | 연도   | 대국일자  | 승자        | 패자        | 결과             | 기보 |
| -------- | ------ | --------- | ----------- | ----------- | ---------------- | ---- |
| 9~10위전 | 2002년 | 8월 23일  | 강지성 五단 | 김강근 四단 | 249수 흑 2집반승 |      |
| 7~8위전  | 2002년 | 9월 2일   | 염정훈 四단 | 허영호 二단 | 303수 백 2집반승 |      |
| 5~6위전  | 2002년 | 9월 5일   | 박병규 三단 | 주형욱 二단 | 148수 백 불계승  |      |
| 3~4위전  | 2002년 | 9월 12일  | 박정상 단   | 조한승 五단 | 131수 흑 불계승  |      |
| 결승 1국 | 2002년 | 10월 1일  | 이세돌 三단 | 백대현 四단 | 145수 흑 불계승  |      |
| 결승 2국 | 2002년 | 10월 11일 | 이세돌 三단 | 백대현 四단 | 154수 백 불계승  |      |
| 결승 3국 | 2002년 | 월 일     |             |             |                  |      |